# Kúh-e Bínálúd
Kúh-e Bínálúd je pohoří v Chorásánu v severovýchodním Íránu u hranic s Turkmenistánem a Afghánistánem. Je východním prodloužením Alborzu. Na afghánském území na něj navazuje Safedkóh, který se často považuje již za součást Hindúkuše.
Bínálúd je nejvyšší chorásánské horské pásmo, dosahuje nadmořské výšky 3 416 m. Hory jsou prakticky bez odtoku, většina řek se ztrácí v okolních pouštích. Ani Atrek nedoteče celoročně až do Kaspického moře.
Na úpatí Bínálúdu leží nejposvátnější íránské město Mašhad.